# Ignace Raab
Ignace Raab (en tchèque : Ignác Viktorin Raab), né le 5 septembre 1715 à Nechanice, en royaume de Bohême et mort le 2 février 1787 à Velehrad, margraviat de Moravie, est un frère jésuite bohémien et peintre de renom. Il est un des peintres les plus importants du royaume de Bohême au XVIIIe siècle.

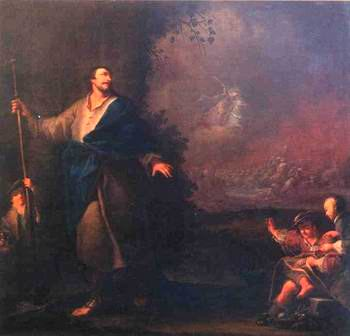
L'apôtre saint Jacques le Majeur (toile de Ignace Raab)

## Biographie

### Jeunesse et formation
Né le 5 septembre 1715 à Nechanice, près de Nový Bydžov, Ignace est le 12e enfant de la famille. Très jeune il révèle des talents pour la peinture, aussi son père František l’envoie-t-il comme apprenti auprès du peintre Jan Jiří (ainé), disciple de Petr Brandl, auprès de qui il parfait son art durant sept ans. 
En 1744, à l’âge de 29 ans, Raab entre comme frère coadjuteur dans la Compagnie de Jésus. Le 3 novembre 1744, il commence son noviciat à Brno où sa formation dure deux ans. 

### Quarante années de carrière
Par la suite son talent est rapidement mis à contribution pour la décoration des maisons et églises jésuites et autres communautés religieuses, ou encore au service de bienfaiteurs des œuvres jésuites. Aussi passe-t-il successivement dans plusieurs maisons jésuites : à Klatovy (il y compose une série de Saints de la Compagnie de Jésus), Uherské Hradiště, Olomouc, Jihlava, Kutná Hora (une Sainte Barbe comme retable pour le maître-autel), Prague (peintures dans l’église Saint-Nicolas) et Opava (un Saint Jean Népomucène dans la nef de l’église jésuite, ainsi qu’un Saint Ignace à la Storta). 
Raab reste plus « stable » au Clémentinum de Prague où il réside de 1758 à 1769, et de nouveau en 1771. Tout en rendant divers services à la communauté jésuite – service de table et aux pères âgés - il y crée et dirige un véritable atelier de peinture. Outre son travail sur toile, Raab produit également de dessins pour sculpteurs qu’il suit jusqu’à l’achèvement de l’œuvre. Au besoin il met la main à la sculpture lui-même. Parmi ses collègues jésuites il faut nommer un autre frère jésuite et artiste-peintre, Josef Kramolin.
Au cours d’une carrière longue de plus de quarante ans il produit environ 800 œuvres d’art. Une cinquantaine de retables pour maîtres-autels et plus d’une centaine d’autres pour des chapelles latérales d’églises diverses. Il créa vingt « séries » thématiques, comptant de 10 à 40 tableaux différents.

### Évolution de son art
Au début Raab se contentait de thèmes simples mais, au fur et à mesure d’une meilleure familiarité avec l'Écriture sainte et l’hagiographie, son art s’épanouit et ses œuvres deviennent plus animées avec études raffinées de la nature et du monde oriental. Ce dernier est particulièrement remarquable dans ses représentations du saint apôtre de l’Orient, François Xavier.
Après 1770 son style baroque et sa virtuosité de genre rococo empruntent de plus en plus des éléments du classicisme naissant. Comme artiste ses œuvres sont de qualité inégale et il n’arrive pas au niveau du frère jésuite italien Andrea Pozzo, auquel il est parfois comparé, mais il fait montre de bonnes connaissances anatomiques et une habileté certaine dans l’expression émotionnelle. Il enjolive ses signatures de peintures d’enfants ou d’anges. 

### Après la suppression des Jésuites
Lorsque la Compagnie de Jésus est supprimée (1773) il est reçu comme hôte par les moines cisterciens du monastère de Velehrad. Onze ans plus tard, en 1784, l’abbaye, considérée comme ‘couvent inutile’ est fermée d’autorité par l'empereur Joseph II. Raab est cependant autorisé à y rester avec un moine qui est curé de l’endroit, et y poursuivre ses activités. Cependant les œuvres de cette époque sont moins réussies. Le virtuose du rococo qu’il était est moins à l’aise dans le style Renaissance qui commence à s’imposer. Ignace Raab meurt à Velehrad le 2 février 1787.

## Quelques œuvres
Le grand nombre de ses œuvres (et leurs dimensions...) conduit à penser que Raab se faisait aider, sans doute par les membres de son atelier du Clementinum. Mais leur qualité indique bien que lui-même gardait la dernière main.
- Dans l’église Saint-Ignace de Prague et le collège qui la jouxtait :
  - Quatre retables : saint Liboire, saint François-Xavier (avec sainte Thècle), sainte Barbe et saint François de Borgia
  - Dans les corridors du dortoir : trois cycles de vies de saints jésuites : saint Ignace (27 toiles, dont 24 sont aujourd’hui à Krupka (Bohosudov), saint François-Xavier (29 toiles dont 12 sont conservées à Krupka (Bohosudov) et saint François Régis (21 toiles, toutes perdues).
  - Au réfectoire : 10 tableaux illustrant des scènes de l’Ancien Testament reliées à la sustentation (4 sont la propriété du chapitre de Vyšehrad)

- En d'autres lieux :
  - Saint Jean Baptiste, dans l'église d’Oporany.
  - Saint Jean Nepomucène, dans l’église d’Opava.
  - Saint Ignace à La Storta, peinte pour l’église d’Opava, aujourd’hui dans la sacristie de l’église de St. Vojtech
  - Chemin de Croix, à Krtiny, près de Brno.
  - Sainte Odile et Sainte Thècle, au-dessus d’autels latéraux, dans l’église Saint-Procope, à Letinech.
  - Une série de tableaux illustrant la Vie de saint Louis de Gonzague (21 tableaux conservés à Štěkeň)
  - Une série de tableaux sur Saint Stanislas Kostka (26 sont conservés à Štěkeň)